# District de Caofeidian
Le xian de Tanghai (唐海县 ; pinyin : Tánghǎi Xiàn) est un district administratif de la province du Hebei en Chine. Il est placé sous la juridiction de la ville-préfecture de Tangshan.

## Démographie
La population du district était de 136 590 habitants en 1999.